# Уряд Крістіана Керна
Уряд Крістіана Керна — коаліційний федеральний уряд Австрії, що діяв з 18 травня 2016 року по 18 грудня 2017 року. Був сформований лівою Соціал-демократичною партією Австрії (SPÖ) і правою Австрійською народною партією (ÖVP). Склад уряду подано станом на 27 січня 2017 року. 
| Логотип                                        | Міністерство | Міністр                                        | Фото           | Час на посаді  | Час на посаді  | Партія     | Партія     | Вебсайт                                           |
| ---------------------------------------------- | --- | ---------------------------------------------- | -------------- | -------------- | -------------- | ---------- | ---------- | ------------------------------------------------- |
|                                                | Канцлер (Bundeskanzler) | Крістіан Керн (Christian Kern)                 |                | 17 травня 2016 | 18 грудня 2017 |            | SPÖ        |                                                   |
|                                                | Віце-канцлер (Vizekanzler) | Райнгольд Міттерленер (Reinhold Mitterlehner)  |                | 17 травня 2016 | 17 травня 2017 |            | ÖVP        |                                                   |
| Вольфганг Брандштеттер (Wolfgang Brandstetter) | Віце-канцлер (Vizekanzler) |                                                | 17 травня 2017 | 18 грудня 2017 |                | незалежний |            |                                                   |
|                                                | Міністерство внутрішніх справ (Bundesministerium für Inneres)                                                                                               | Вольфганг Соботка (Wolfgang Sobotka)           |                | 17 травня 2016 | 18 грудня 2017 |            | ÖVP        | [Архівовано 3 січня 2018 у Wayback Machine.]      |
|                                                | Міністерство закордонних справ (Bundesministerium für Europa, Integration und Äußeres)                                                                      | Себастьян Курц (Sebastian Kurz)                |                | 17 травня 2016 | 18 грудня 2017 |            | ÖVP        | [Архівовано 23 грудня 2017 у Wayback Machine.]    |
|                                                | Міністерство культури, мистецтв, конституції та медіа | Томас Дрозда (Thomas Drozda)                   |                | 17 травня 2016 | 18 грудня 2017 |            | SPÖ        |                                                   |
|                                                | Міністерство науки, досліджень і економіки (Bundesministerium für Wissenschaft, Forschung und Wirtschaft)                                                   | Райнгольд Міттерленер (Reinhold Mitterlehner)  |                | 17 травня 2016 | 17 травня 2017 |            | ÖVP        | [Архівовано 3 січня 2018 у Wayback Machine.]      |
| Гаральд Марер (Harald Mahrer)                  | Міністерство науки, досліджень і економіки (Bundesministerium für Wissenschaft, Forschung und Wirtschaft)                                                   |                                                | 17 травня 2017 | 18 грудня 2017 |                |            | ÖVP        | [Архівовано 3 січня 2018 у Wayback Machine.]      |
|                                                | Міністерство оборони і спорту (Bundesministerium für Landesverteidigung)                                                                                    | Ганс Петер Доскозіл (Hans Peter Doskozil)      |                | 17 травня 2016 | 18 грудня 2017 |            | SPÖ        |                                                   |
|                                                | Міністерство освіти (Bundesministerium für Bildung) | Соня Гаммершмідт (Sonja Hammerschmid)          |                | 17 травня 2016 | 18 грудня 2017 |            | SPÖ        | [Архівовано 3 січня 2018 у Wayback Machine.]      |
|                                                | Міністерство охорони здоров'я і у справах жінок (Bundesministerium für Gesundheit und Frauen)                                                               | Сабіне Обергаузер (Sabine Oberhauser)          |                | 17 травня 2016 | 23 лютого 2017 |            | SPÖ        | [Архівовано 4 грудня 2017 у Wayback Machine.]     |
| Алоїз Штогер (Alois Stöger)                    | Міністерство охорони здоров'я і у справах жінок (Bundesministerium für Gesundheit und Frauen)                                                               |                                                | 23 лютого 2017 | 8 березня 2017 |                |            | SPÖ        | [Архівовано 4 грудня 2017 у Wayback Machine.]     |
| Памела Ренді-Вагнер (Pamela Rendi-Wagner)      | Міністерство охорони здоров'я і у справах жінок (Bundesministerium für Gesundheit und Frauen)                                                               |                                                | 8 березня 2017 | 17 грудня 2017 |                |            | SPÖ        | [Архівовано 4 грудня 2017 у Wayback Machine.]     |
|                                                | Міністерство праці, соціальної політики і захисту споживачів (Bundesministerium für Arbeit, Soziales und Konsumentenschutz)                                 | Алоїз Штогер (Alois Stoeger)                   |                | 17 травня 2016 | 18 грудня 2017 |            | SPÖ        | [Архівовано 15 грудня 2019 у Wayback Machine.]    |
|                                                | Міністерство сільського і лісового господарства, екології та водних ресурсів (Bundesministerium für Land- und Forstwirtschaft, Umwelt und Wasserwirtschaft) | Андре Руппрехтер (Andrae Rupprechter)          |                | 17 травня 2016 | 18 грудня 2017 |            | ÖVP        | [Архівовано 4 грудня 2017 у Wayback Machine.]     |
|                                                | Міністерство транспорту, інновацій і технологій (Bundesministerium für Verkehr, Innovation und Technologie)                                                 | Йорг Лейхтфрід (Joerg Leichtfried)             |                | 17 травня 2016 | 18 грудня 2017 |            | SPÖ        | [Архівовано 30 листопада 2017 у Wayback Machine.] |
|                                                | Міністерство у справах сім'ї та молоді (Bundesministerium für Familien und Jugend)                                                                          | Софі Кармасін (Sophie Karmasin)                |                | 17 травня 2016 | 18 грудня 2017 |            | незалежна  |                                                   |
|                                                | Міністерство фінансів (Bundesministerium für Finanzen) | Ганс Йорг Шеллінг (Hans Joerg Schelling)       |                | 17 травня 2016 | 18 грудня 2017 |            | ÖVP        | [Архівовано 9 січня 2018 у Wayback Machine.]      |
|                                                | Міністерство юстиції (Bundesministerium für Justiz) | Вольфганг Брандштеттер (Wolfgang Brandstetter) |                | 17 травня 2016 | 18 грудня 2017 |            | незалежний | [Архівовано 1 жовтня 2009 у Wayback Machine.]     |
|                                                | Голова канцелярії кабінету міністрів | Томас Дрозда (Thomas Drozda)                   |                | 17 травня 2016 | 18 грудня 2017 |            | SPÖ        |                                                   |